# Lerista dorsalis
Lerista dorsalis este o specie de șopârle din genul Lerista, familia Scincidae, descrisă de Storr 1985. Conform Catalogue of Life specia Lerista dorsalis nu are subspecii cunoscute.